# 위치추적대전관제센터
위치추적대전관제센터는 보호관찰 위치추적전자감독제도를 운영하고 있는 법무부 범죄예방정책국 소속기관이다. 대전 중구 보문로 282(선화동 285-1) 대전보호관찰소 5층에 있다. 2011년 12월 13일 개청하였다.

## 연혁
- 2011년 12월 13일 위치추적대전관제센터 개청
- 2023년 청사 신축 이전 구충남지방경찰청

## 관할 구역
- 대전광역시
- 충청북도, 충청남도
- 광주광역시
- 전라북도, 전라남도
- 부산광역시
- 울산광역시
- 경상남도
- 제주특별자치도

## 주요 업무
- 위치추적시스템 운영 및 위치추적 전자장치 관리에 관한 사항
- 위치추적 전자장치 피부착자의 위치확인, 이동경로 탐지 및 경보처리에 관한 사항
- 위치추적 전자장치로부터 수신된 전자파 자료의 보존ㆍ사용 및 폐기에 관한 사항

## 같이 보기
- 위치추적중앙관제센터